# Odwet (pismo konspiracyjne)
„Odwet” – pismo podziemne wydawane przez organizację konspiracyjną Odwet w okresie od marca 1940 r.
W październiku 1939 r. założyciel i przywódca organizacji „Odwet” Władysław Jasiński ps. „Jędruś” rozpoczął wydawanie biuletynu pt. „Wiadomości Radiowe”. W marcu 1940 r. zmieniono jego tytuł na „Odwet”. Od niego wzięła nazwę cała organizacja. Jego kolportaż opierał się częściowo na własnych placówkach, a częściowo na sieci placówek Związku Walki Zbrojnej. Początkowo redakcja mieściła się w Tarnobrzegu. Po dekonspiracji ze strony Niemców W. Jasiński przeniósł ją we wrześniu 1940 r. do Krzemieńca, a następnie w rejon Trzcianki i Sulisławic. Zlikwidował też centralny kolportaż, tworząc punkty przebitkowe w Tarnobrzegu, Krzemienicy, Mielcu, Radomyślu, Trzciance, Sulisławicach, Sandomierzu, Opatowie, a także w Opaleniskach i Lipniku oraz we Frysztaku, Bolesławiu i Otfinowie nad Dolnym Dunajcem. „Odwet” był rozpowszechniany na terenach Polski centralnej i południowej. 17 marca 1942 r. funkcjonariusze Gestapo zabili we wsi Wiśniówka koło Staszowa redaktora „Odwetu” Bolesława Czuba ps. „Szary”, „Antoni” i maszynopistkę Karolinę Stawiarz ps. „Lala”.
Pismo było wydawane co tydzień. Osiągnęło maksymalny nakład ok. 10 tys. egzemplarzy. Było tworzone metodą powielaczową. Każdy numer liczył 10-12 stron formatu A4. Informacje pochodziły z nasłuchu radiowego.
Tytuł został wznowiony jako Pismo Stowarzyszenia Kombatantów „Jędrusiów” Żołnierzy Armii Krajowej, Ich Rodzin i Sympatyków w Połańcu we wrześniu 2006 roku. Redaktorem naczelnym wznowionego „ODWETU” został ppłk lek. Mieczysław Korczak ps. „Dentysta”, „Zagorzujko”, prezes Stowarzyszenia Kombatantów „Jędrusiów” Żołnierzy Armii Krajowej, Ich Rodzin i Sympatyków w Połańcu. Wznowiony „ODWET” dostępny na www.odwet.org.